# Condado de Norton
O Condado de Norton é um dos 105 condados do estado americano de Kansas. A sede do condado é Norton, e sua maior cidade é Norton. O condado possui uma área de 2 283 km² (dos quais 9 km² estão cobertos por água), uma população de 5 953 habitantes, e uma densidade populacional de 3 hab/km² (segundo o censo nacional de 2000). O condado foi fundado em 26 de fevereiro de 1867.